# Hans Jürgen Krysmanski

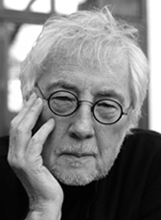
Hans Jürgen Krysmanski (März 2016)

Hans Jürgen Krysmanski (* 27. Oktober 1935 in Berlin; † 9. Juni 2016) war ein deutscher Soziologe und  Hochschullehrer. Ab 1971 wirkte er als Lehrstuhlinhaber und Direktor des Instituts für Soziologie an der Westfälischen Wilhelms-Universität in Münster.

## Leben und wissenschaftliche Laufbahn
Nach einem amerikanischen Abitur schloss Krysmanski ein Studium der Soziologie, Geschichte, Psychologie und Philosophie an der Freien Universität Berlin, der Universität Graz, der Universität Wien, der Universität Hamburg und der Universität Münster ab und wurde 1961 mit einer literatur- und wissenssoziologischen Forschungsarbeit zur Methodik utopischer Romane des 20. Jahrhunderts promoviert.
Als Assistent von Helmut Schelsky wurde er 1967 in Münster mit einer Arbeit zum wissenschaftlichen Außenseitertum habilitiert. Nach einer Tätigkeit als Gastprofessor an der Universidad Nacional in Bogotá wurde er 1971 zum ordentlichen Professor und Direktor des Instituts für Soziologie an der Universität Münster berufen. 2001 wurde er entpflichtet, lehrte und forschte aber weiter.
Seine Forschungsgebiete waren die Wissenschaftssoziologie, die Klassenanalyse, besonders der Finanz- und Geldelite, der militärisch-industrielle Komplex, die Friedens- und Konfliktforschung, die Mediensoziologie und das Power Structure Research. Von 1996 bis 2000 koordinierte Krysmanski das European Popular Science (EPS), ein Forschungsprojekt der Europäischen Kommission.
1984 kandidierte er für die Die Friedensliste zur Europawahl.
Als Menschenrechtsaktivist engagierte er sich u. a. nach dem 11. September 1973 gegen den Pinochet-Putsch in Chile.
Er war mit Renate Krysmanski verheiratet, einer Soziologin an der Fachhochschule Dortmund.

## Mitgliedschaften
- Mitglied des Präsidiums des Weltfriedensrats und des Lenkungsausschusses der World Federation of Scientific Workers (1976 bis 1991).
- Mitglied im Wissenschaftlichen Beirat des DKP-nahen Instituts für Marxistische Studien und Forschungen (1980er-Jahre).
- Mitglied der Rosa-Luxemburg-Stiftung,
- Mitglied des Bundes demokratischer Wissenschaftlerinnen und Wissenschaftler (BdWi)
- Mitglied des Wissenschaftlichen Beirats von Attac.[5]

## Veröffentlichungen

### Essays
- Der Geldmacht-Komplex. Kurzfassung des Essays in der Zeitschrift Luxemburg, Juli 2009
- Eliten und der Geldmachtkomplex. Essay, Universität Münster, September 2009 (PDF, 11 Seiten; 2010 archiviert)

### Bücher
- Die utopische Methode. Eine literatur- u. wissenssoziologische Untersuchung deutscher utopischer Romane des 20. Jahrhunderts. Westdeutscher Verlag, Köln/Opladen 1963.
- Soziales System und Wissenschaft. Bertelsmann, Gütersloh 1967; 2., erweiterte Auflage: Soziales System und Wissenschaft. Zur Frage wissenschaftlichen Außenseitertums. Bertelsmann-Universitätsverlag, Düsseldorf 1972, ISBN 3-571-09005-5.
- Soziologie des Konflikts. Materialien und Modelle. Rowohlt, Reinbek 1971, ISBN 3-499-55362-7.
- mit Peter Marwedel (Hrsg.): Die Krise in der Soziologie. Ein kritischer Reader zum 17. Deutschen Soziologentag. Pahl-Rugenstein, Köln 1975, ISBN 3-7609-0193-X.
- Gesellschaftsstruktur der Bundesrepublik. Soziologische Skizzen zum Zusammenhang von Produktionsweisen, Produktivkräften und Produktionsverhältnissen. Pahl-Rugenstein, Köln 1982, ISBN 3-7609-0556-0.
- mit Thomas Neumann: Gruppenbild. Deutsche Eliten im 20. Jahrhundert. Rowohlt, Reinbek 1989, ISBN 3-499-18732-9.
- Soziologie und Frieden. Grundsätzliche Einführung in ein aktuelles Thema. Westdeutscher Verlag, Opladen 1993, ISBN 3-531-12384-X.
- Krise der Demokratie, Produktionsöffentlichkeit und Netzpolitik. Website der Heinrich-Böll-Stiftung Hessen e. V. April 1997.
- Popular Science. Medien, Wissenschaft und Macht in der Postmoderne. Waxmann, Münster [u. a.] 2001, ISBN 3-8309-1118-1 (PDF; 1,31 MB).
- Herrschende Klasse Revisited. In: Z. Zeitschrift Marxistische Erneuerung. Heft 57, März 2004.
- Power Structure Research und „I Still Wanted To Be A Generalist“. Ein Blick ins Innere des Council on Foreign Relations. In: Wissenschaft & Frieden. 2004-4.
- Hirten & Wölfe. Wie Geld- und Machteliten sich die Welt aneignen oder: Einladung zum Power Structure Research. Westfälisches Dampfboot, Münster 2004, ISBN 3-89691-602-5; 7. Auflage 2016 ebd., Nachdruck der 2. gründlich bearbeiteten und stark erweiterten Ausgabe von 2009, ISBN 978-3-89691-602-0.
- Wem gehört die EU? In: Sahra Wagenknecht (Hrsg.): Armut und Reichtum heute. Eine Gegenwartsanalyse. Edition Ost, Berlin 2007, ISBN 978-3-360-01084-1.
- Der stille Klassenkampf von oben. Strukturen und Akteure des Reichtums. In: UTOPIE kreativ. Heft 205, November 2007, S. 999–1011 (PDF).
- 0,1 % – Das Imperium der Milliardäre. Westend, Frankfurt am Main 2012, 2. Aufl. 2015, ISBN 978-3-86489-023-9.
- Die letzte Reise des Karl Marx.  Westend, Frankfurt am Main 2014, ISBN 978-3-86489-072-7.

## Fernsehbeiträge
- Hans Jürgen Krysmanski: Das Ende der ’Interflug‘ (Spiegel TV, 1991)
- Hans Jürgen Krysmanski: Supermacht im Supermarkt (NDR, 1993)
- Hans Jürgen Krysmanski: Münster Online – eine Stadt geht ans Internet (1995)
- Hans Jürgen Krysmanski: Oshkosh – das größte Fly-In der Welt (1995)